# Dorfkirche Stöffin

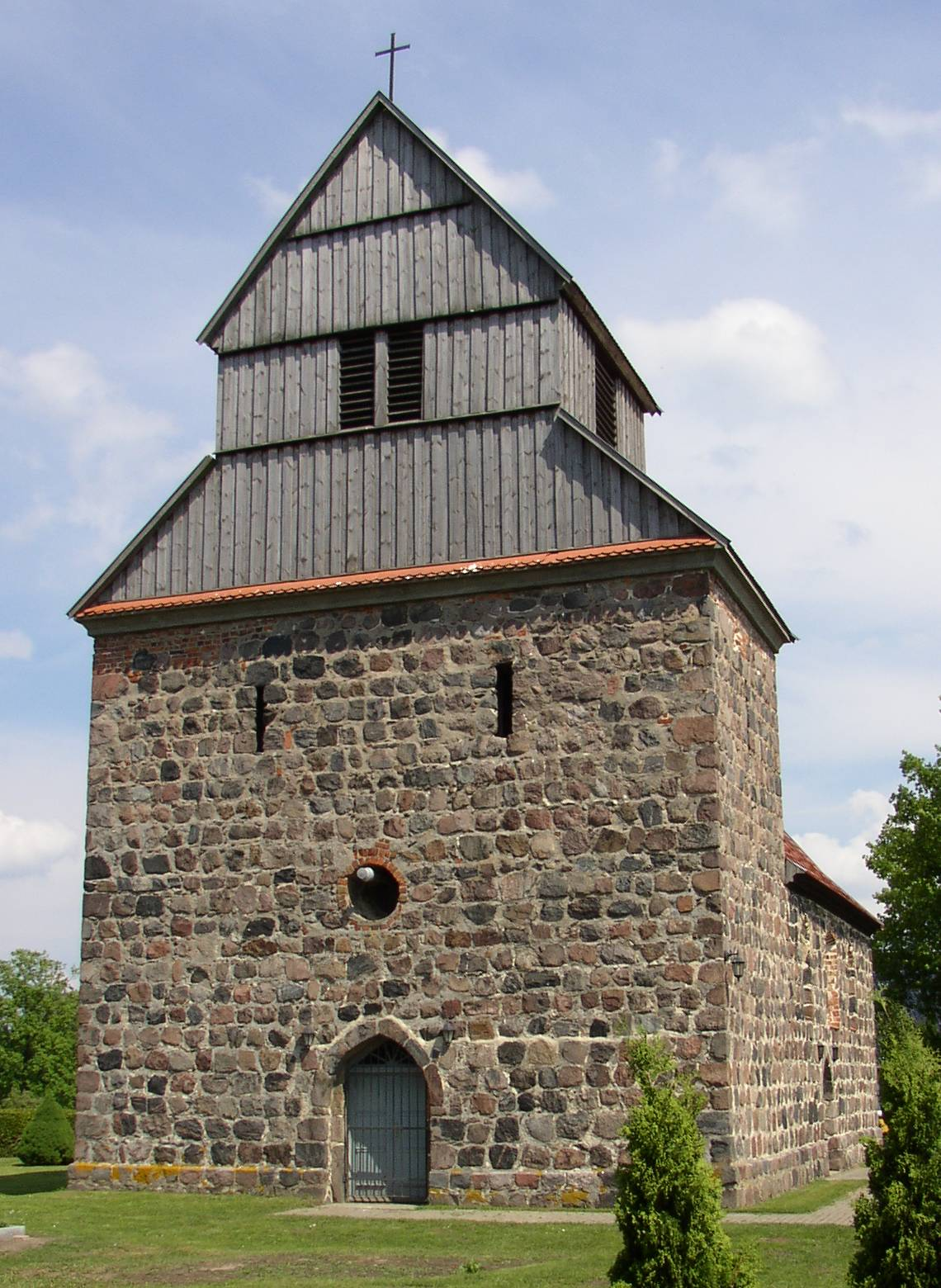
Dorfkirche in Stöffin

Die evangelische Dorfkirche Stöffin ist eine Saalkirche in Stöffin, einem Ortsteil der Stadt Neuruppin im brandenburgischen Landkreis Ostprignitz-Ruppin. Die Kirche gehört der Gesamtkirchengemeinde Protzen-Wustrau-Radensleben im Kirchenkreis Wittstock-Ruppin der Evangelischen Kirche Berlin-Brandenburg-schlesische Oberlausitz an. Das Gebäude steht unter Denkmalschutz.

## Beschreibung
Die Kirche, die erstmals im Jahr 1256 erwähnt wurde, war ursprünglich eine Mutterkirche. Seit 1558 war sie jedoch als Tochterkirche von Protzen aufgeführt. Das Patronatsrecht wurde im Jahr 1541 von der Gutsherrschaft von Gadow zu Protzen innegehalten, bevor es 1617 bzw. 1644 von den beiden Stöffiner Rittergütern übernommen wurde. Die Kirche befindet sich in der Mitte der südwestlichen Gehöftreihe an der Einmündung der Straße, die nach Protzen führt. Der umgebende Kirchhof ist von einer Feldsteinmauer mit Ziegelabdeckung umgeben.
Die Kirche selbst ist ein frühgotischer einschiffiger Feldsteinquaderbau aus der zweiten Hälfte des 13. Jahrhunderts. Sie verfügt über einen eingezogenen, längsrechteckigen Chor und einen schiffsbreiten, querrechteckigen Westturm mit einem umlaufenden, abgefasten Sockel. Die spitzbogigen Portale und Fenster sind größtenteils in ihrer ursprünglichen Form erhalten geblieben. An einigen Stellen sind mittelalterliche Farbfassungen und Putzritzungen erkennbar. Im Jahr 1703 stürzte der Turm ein und wurde ab 1727 erneuert. Einige Fenster wurden vergrößert und ein Fachwerkvorbau wurde vor dem Südostportal errichtet. Im Jahr 1737 wurde ein aus Fachwerk bestehender Turmoberteil mit eingezogener Spitze errichtet, der jedoch in den 1950er-Jahren durch einen schlichten, bretterverschalten Aufsatz mit Satteldach ersetzt wurde.
Im Inneren der Kirche befindet sich ein flachgedeckter Raum mit einem spitzbogigen Triumphbogen zwischen Schiff und Chor. Ein ähnlicher Bogen zur Turmhalle wurde wahrscheinlich im 18. Jahrhundert mit einer Fachwerkwand verschlossen. An den Wänden sind Reste älterer Bemalungen zu sehen. In der Ostwand befindet sich eine Sakramentsnische mit einer Tür aus dem 16. Jahrhundert mit Schablonenmalerei im Inneren. Über dem Schiff befindet sich ein liegender Dachstuhl. In den 1950er-Jahren wurde eine Restaurierung des Innenraums durchgeführt und die Empore zur Winterkirche umgestaltet.

### Ausstattung
Das Altarretabel stammt aus dem Jahr 1727 und besteht aus Holz, das polychromiert ist. In der Mitte des Retabels befindet sich ein Abendmahlsgemälde, das von korinthischen Säulen und reichem Rankenwerk flankiert wird. Auch die Kanzel stammt aus dem Jahr 1727 und ist aus Holz gefertigt, das polychromiert ist. Der Korb ist geschwungen und mit Lorbeerkränzen versehen. Den Schalldeckel ziert Rankenwerk. Die Taufe stammt aus der ersten Hälfte des 17. Jahrhunderts und besteht aus Holz. In den Rundbogenfeldern sind Darstellungen der christlichen Tugenden zu sehen, wobei die Taufe in den 1950er-Jahren stark restauriert wurde (Farbfassung) und der Fuß erneuert wurde. Das Gestühl und die Orgel auf der Westempore stammen aus dem 19. Jahrhundert und sind aus Holz gefertigt. Der neogotische Orgelprospekt wurde vermutlich von Friedrich Hermann Lütkemüller aus Wittstock gefertigt. Gesondert unter Denkmalschutz steht eine Glocke aus dem 14. Jahrhundert.